# Diócesis de Lindsey
La diócesis de Lindsey o de Sidnacestre (en latín: Dioecesis Lindinensis y en inglés: Diocese of Lindsey) fue una circunscripción eclesiástica de la Iglesia católica en Reino Unido. Se trataba de una diócesis latina, sufragánea de la arquidiócesis de Canterbury. Fue suprimida circa 971 y restaurada como diócesis titular en 1969 como diócesis de Sidnacestre. Desde el 9 de junio de 2020 es sede vacante.

## Territorio y organización
La diócesis extendía su jurisdicción sobre los fieles católicos de rito latino residentes en el Reino de Lindsey en Inglaterra.
La sede de la diócesis se encontraba en Sidnacester (Syddensis), un lugar que aún hoy no está claramente identificado. Los estudiosos sugieren cinco posibles identificaciones: Lincoln, Caistor, Louth, Horncastle y Stow, todas situadas en Lincolnshire.

## Historia
El monje irlandés Diuma fue enviado al Reino de Mercia como obispo misionero y en 656 fundó la diócesis de Mercia con sede en Repton. En 669 san Chad trasladó la sede episcopal a Lichfield y tomó el nombre de diócesis de Lichfield. Entre aproximadamente 676 y 680 la vasta diócesis de Lichfield en el Reino de Mercia fue subdividida, dando lugar a cuatro nuevas sedes: Lindsey (en 680, para el reino de los lindisfaras), Leicester (para el Reino de Mercia propiamente dicho), diócesis de Worcester (para el Reino de Hwicce) y diócesis de Hereford (para el reino de los magonsaetes).
En Lindsey fue nombrado como su primer obispo Eadhæd, compañero de san Chad. Fue consagrado en 678, pero expulsado de Lindsey y nombrado obispo de Ripon circa 679. Esto fue parte del proceso por el cual el obispo Wilfrid de la gran diócesis de York la dividió en tres partes, con nuevos obispados establecidos en York, Hexham y Ripon. Parece que la sede de Ripon fue creada especialmente para encontrar un lugar para Eadhæd después de su expulsión de Lindsey.
Alrededor de 971, la diócesis de Lindsey, vacante durante mucho tiempo debido a los trastornos causados por la devastación causada por los vikingos daneses (Danelaw), se unió a la de Dorchester, una sede que aproximadamente un siglo después fue transferida a Lincoln.

### Diócesis titular
Desde 1969 Lindsey figura entre las sedes episcopales titulares de la Iglesia católica como diócesis de Sidnacestre. Desde el 9 de junio de 2020 es sede vacante.

## Episcopologio

### Obispos de Lindsey
- Eadhæd † (678-circa 679 trasladado a Ripon)
- Aethelwine † (circa 680-?)
- Edgar † (circa 701-720)
- Cyneberht † (circa 720-732 falleció)
- Alwig † (733 consagrado-circa 750 falleció)
- Ealdwulf † (750-circa 765)
- Ceolwulf † (767-796 falleció)
- Eadwulf † (circa 796-después de 836)
- Bricthred † (antes del 839-después de 872)
  - Sede vacante
  - Sede unida a Dorchester

### Obispos titulares de Sidnacestre
- Daniel Joseph Mullins † (5 de febrero de 1970-12 de febrero de 1987 nombrado obispo de Menevia)
- Francis Lagan † (4 de febrero de 1988-9 de junio de 2020 falleció)